# 藤原義理
藤原 義理（ふじわら の よしまさ、生年不詳 - 長保4年5月6日（1002年6月19日））は、平安時代中期の貴族。藤原北家魚名流、山城守・藤原国隣の子。藤原南家、伊勢守・藤原忠邦の養子。官位は従五位上・出羽守。

## 経歴
一条朝前期の正暦4年（993年）相撲節の召合で三府の佐が出居すべきところ、左兵衛佐の官人が悉く疱瘡を患っていたため、左馬助の義理が代理を務めた。のち、義理自身が左兵衛佐に遷った。
長保元年（999年）ごろ出羽守に任ぜられ、同年左大臣・藤原道長に対して馬二匹、漆一斗を献上している。長保3年（1001年）3月に出羽城介信正（姓不明）を殺害した。その影響によるものか明らかでないが、同年閏12月以前に出羽守を辞している。なお、この頃は藤原道長が執政であった時期で、義理は道長の家司受領であった可能性がある。
長保4年（1002年）5月6日卒去。最終官位は前出羽守従五位上。

## 官歴
- 正暦4年（993年） 7月27日：見左馬助[2]
- 長徳3年（997年） 7月30日：見左兵衛佐[3]
- 長保元年（999年） 7月21日：見出羽守[3]
- 長保3年（1001年） 3月16日：見出羽守[4]。閏12月21日：見前出羽守[3]
- 長保4年（1002年） 5月6日：卒去（前出羽守従五位上）[3]